# Hochleistungstriebwagen (Schweiz)

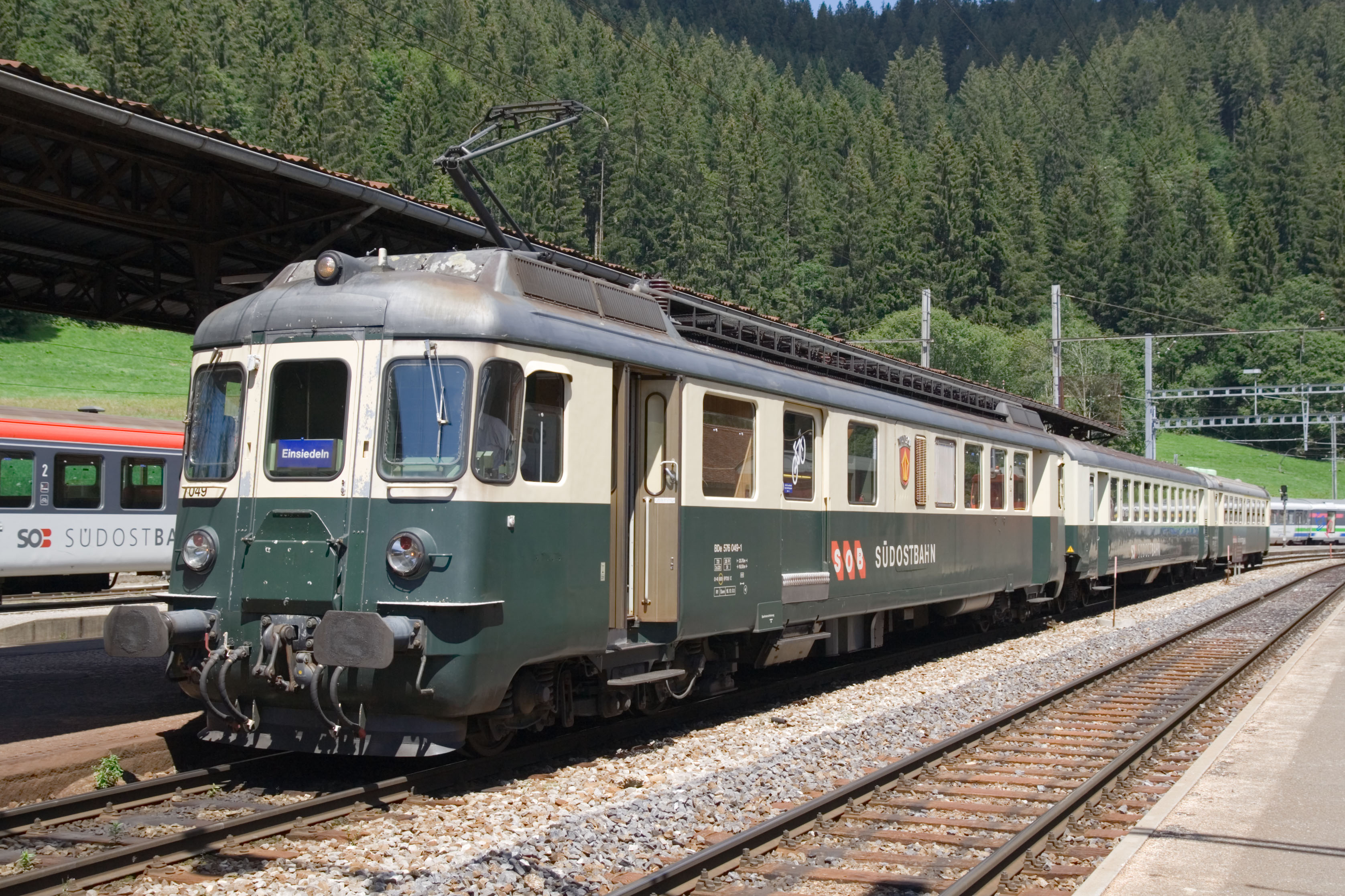
SOB BDe 576 049-1 in Biberbrugg, 2007

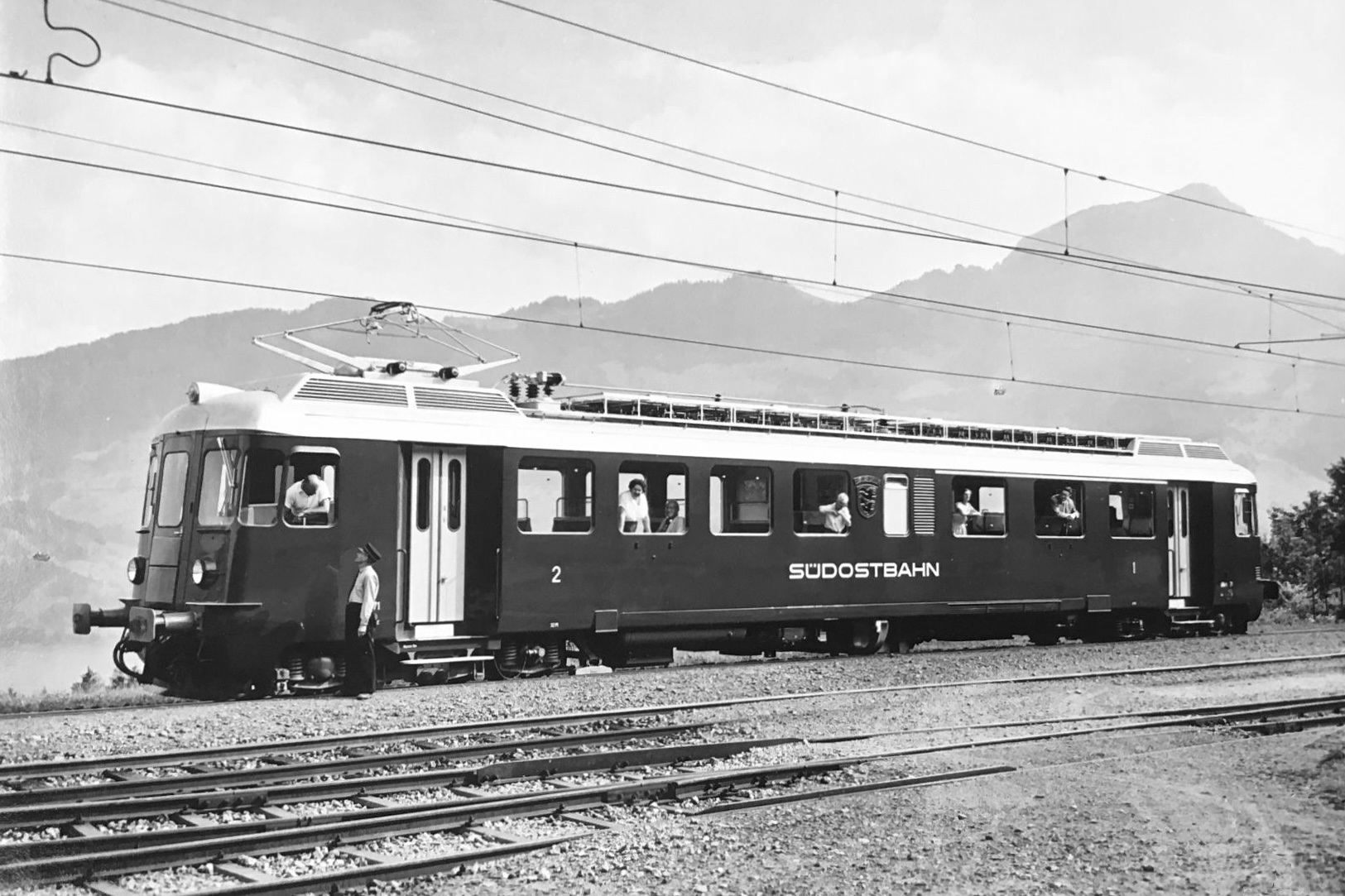
SOB ABe 4/4 71 im Ablieferungszustand, 1959

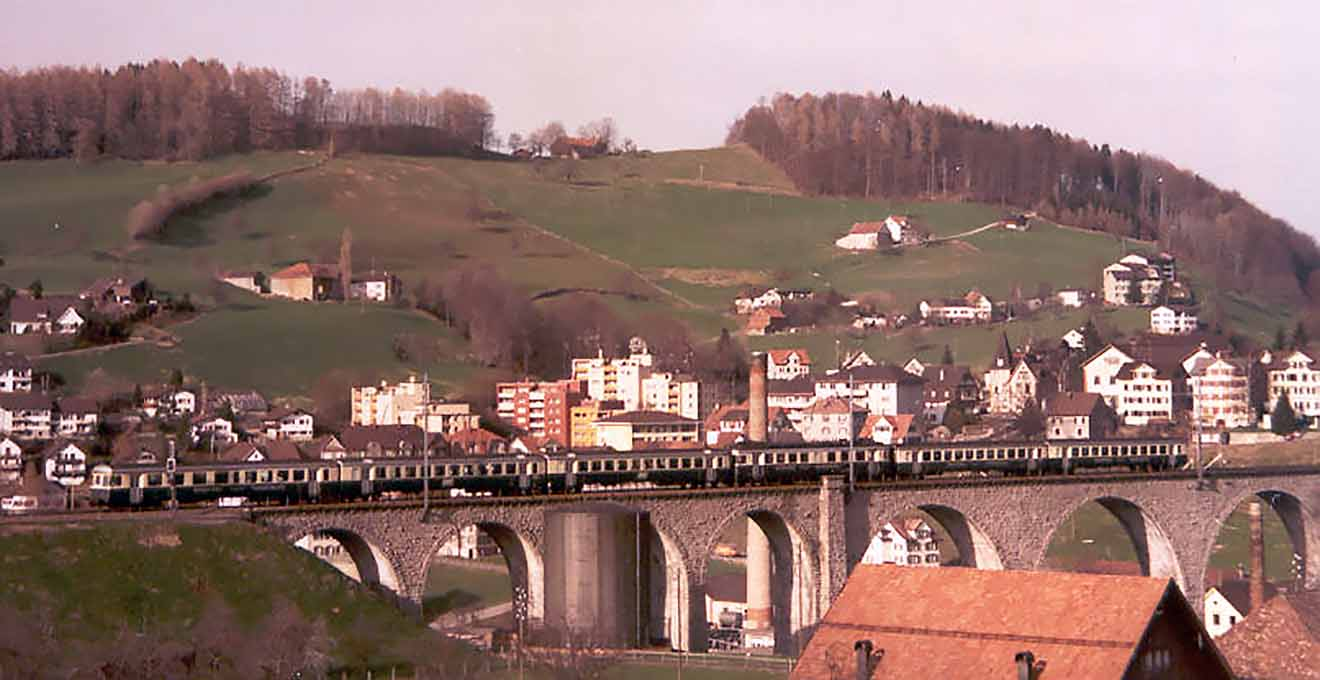
BT BDe 4/4 51–53 mit vierteiligem Pendelzug und zwei Verstärkungswagen als Zug 8670 bei Herisau, 1986

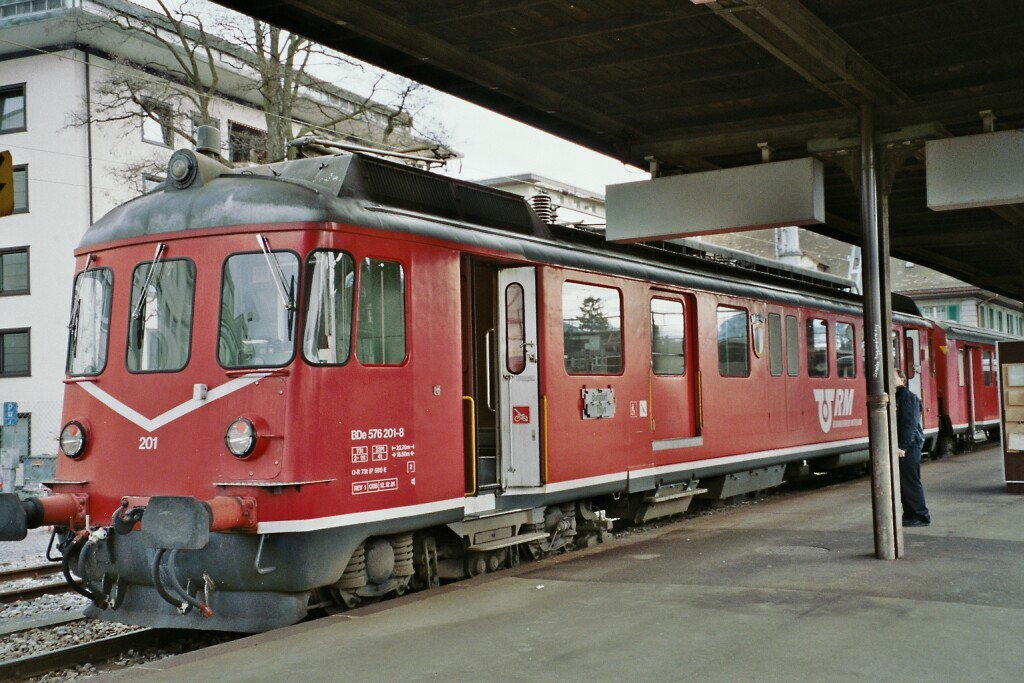
RM BDe 576 201 in Thun, 2002

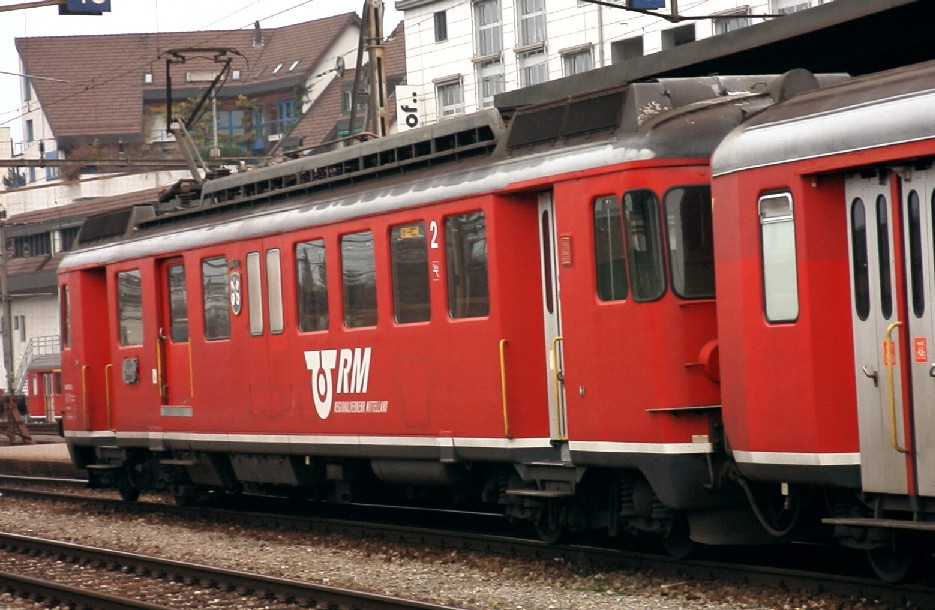
RM BDe 576 251 in Thun, 2002

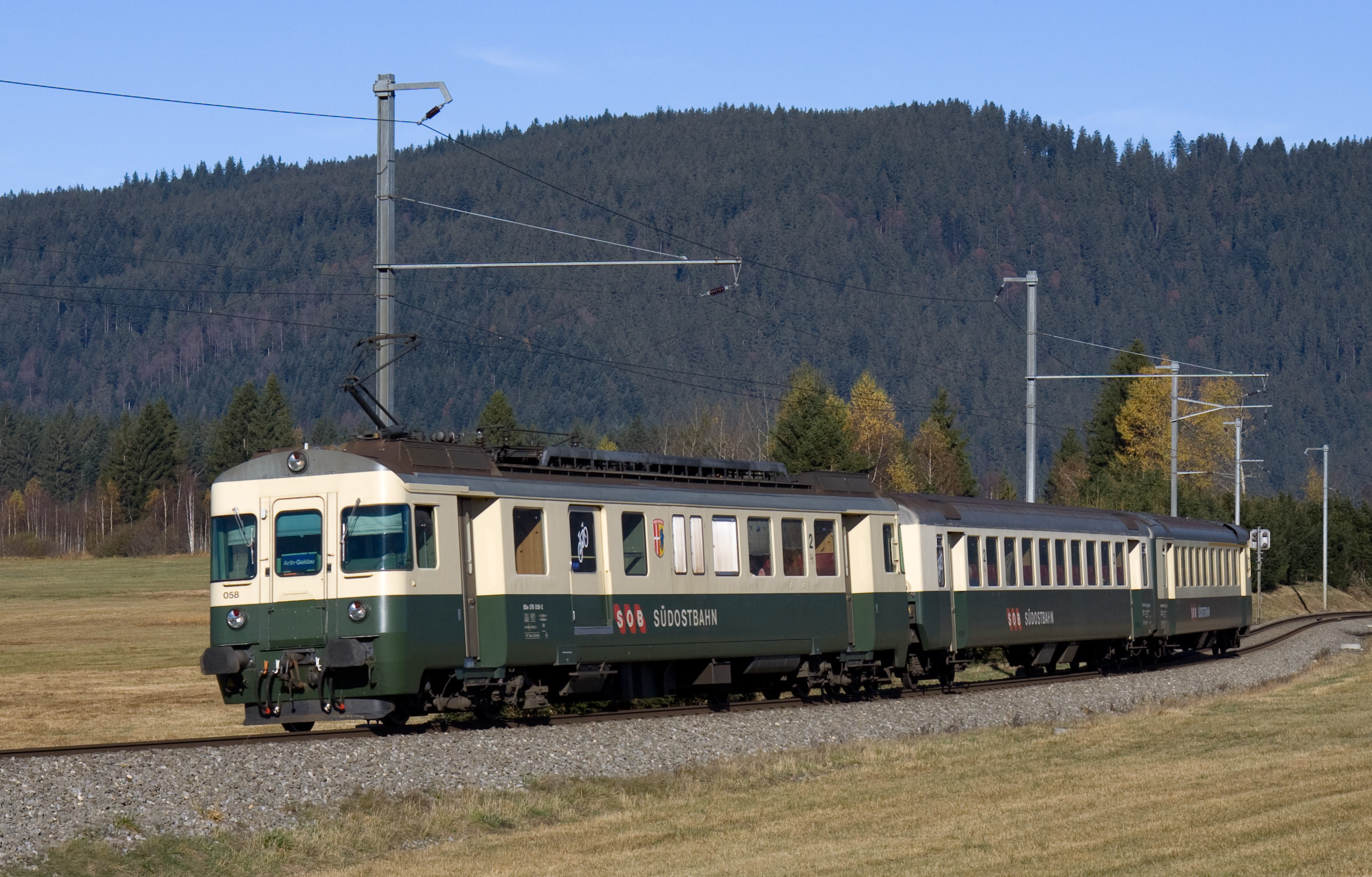
SOB BDe 576 058 zwischen Biberbrugg und Altmatt, 2008

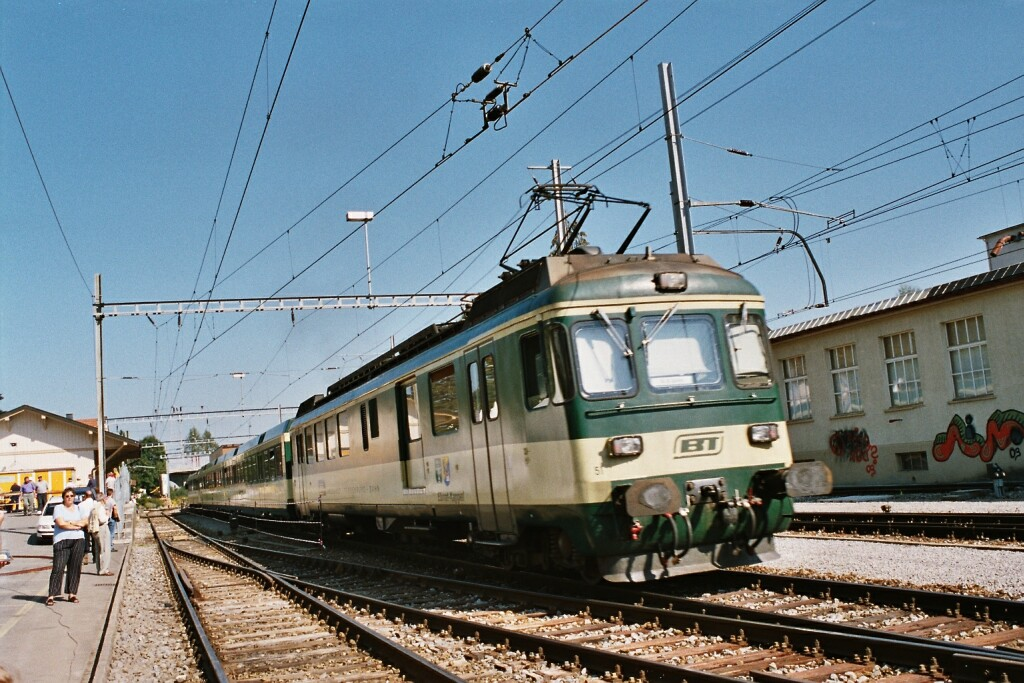
SOB BDe 576 051 2003 Degersheim, 2003

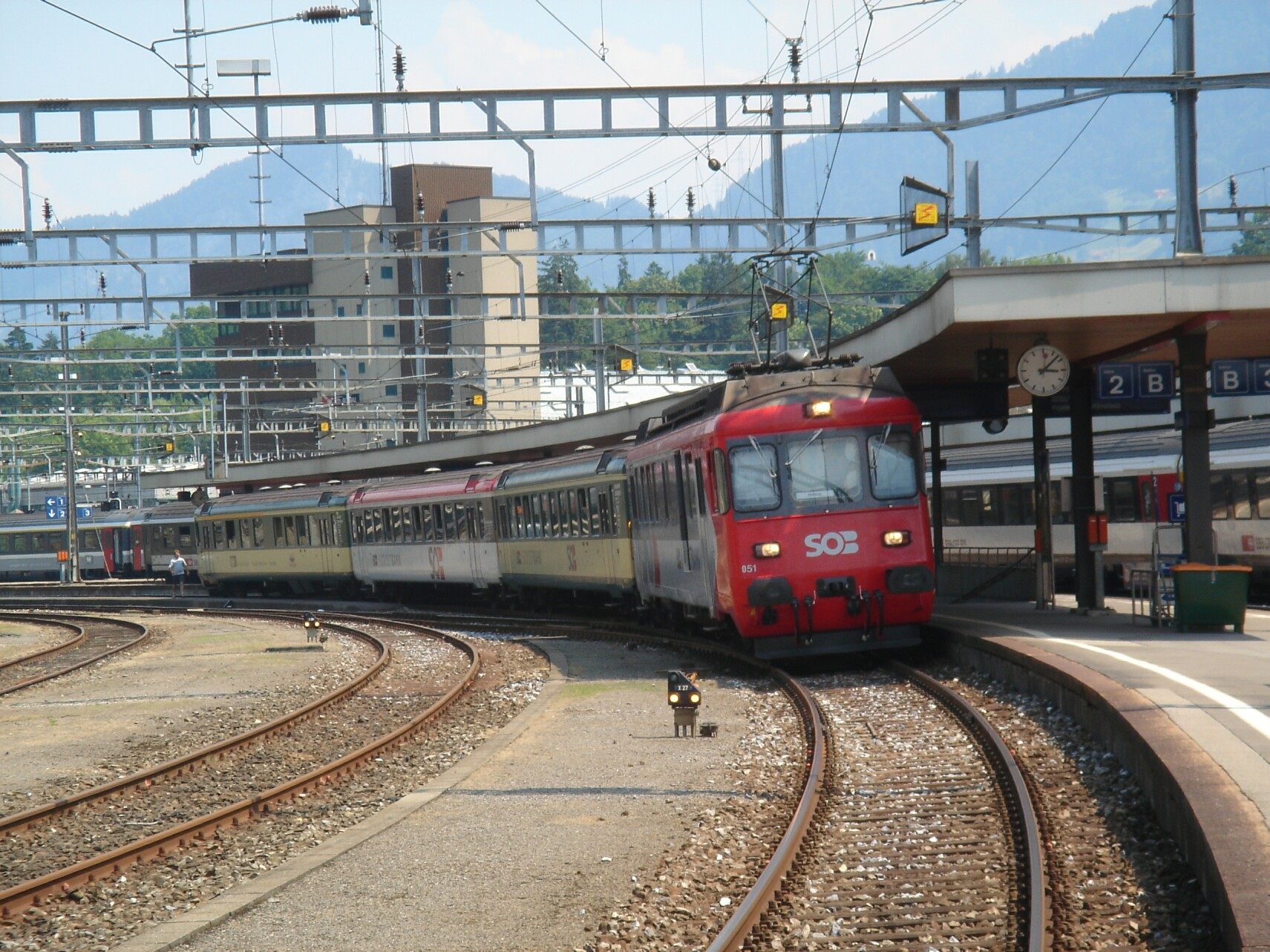
SOB BDe 576 051 in Arth-Goldau, 2005

Als Hochleistungstriebwagen gelten die 1959–1979 beschafften 15 BDe 4/4 (neu BDe 576) der Bodensee-Toggenburg-Bahn (BT, heute SOB), der Südostbahn (SOB) und der EBT-Gruppe, später RM (heute BLS). In mancher Hinsicht mit den Hochleistungstriebwagen verwandt sind die gleichzeitig entwickelten SBB RBe 4/4 (neu SBB RBe 540), wagenbaulich ähnlich sind die zwölf leistungsschwächeren EAV-Triebwagen.

## Geschichte
Die Steilrampen von 50 ‰ der Südostbahn (SOB) erfordern leistungsfähige Triebfahrzeuge. So kam bereits 1949 der BDe 4/4 62 in Betrieb, der eine Leistung von 1600 PS aufwies. Der Triebwagen wurde 1967 als ET 13 an die Steiermärkischen Landesbahnen (STLB) verkauft. 1995 wurde er bei einem Unfall mit einem Strassenfahrzeug stark beschädigt. Die Drehgestelle laufen heute unter dem CJ De 4/4 111. 
Bei der BLS-Gruppe war Bedarf für starke Triebwagen im Pendlerverkehr und für die Schnellzüge (mit Kurswagen) Bern–Neuenburg gegeben. So entstand als Weiterentwicklung der Be 4/4 mit 2000 PS, von dem 1953 die BN Be 4/4 761 und 762 sowie 1956 der GBS Be 4/4 763 in Betrieb gingen. 1954 wurden mit diesen Triebwagen Traktionsversuche auf SOB und BT gemacht. 
Die SOB liess daraus den ABe 4/4 71 mit 2140 PS entwickeln, der 1959 in Betrieb kam. Um die im Rickentunnel mögliche Höchstgeschwindigkeit einhalten zu können, musste der Transformator verstärkt werden, was den gleichzeitig gebauten SOB BDe 4/4 81 mit 2860 PS ergab. Einen gleichen Triebwagen, den BDe 4/4 50, bestellte auch die BT und nahm ihn zu ihrem 50-Jahr-Jubiläum 1960 in Betrieb. 1966/67 folgte eine vom damaligen Eidgenössischen Amt für Verkehr (EAV) gruppierte Bestellung von sieben Triebwagen durch BT, SOB, EBT und VHB, und 1978/79 beschaffte die SOB, die unter akutem Triebfahrzeugmangel litt, noch einmal fünf solche Triebwagen, allerdings mit einer kostengünstigeren vereinfachten Stirnfront.

## Konzept
Die Elektrik des Triebwagens war darauf ausgelegt, auf den BT-Strecken 370 t Anhängelast bei 75 km/h, im Rickentunnel 250 t bei 85 km/h, aber mit nur 14 kV Fahrdrahtspannung und auf den 50-‰-Rampen der SOB 155 t mit 58 km/h befördern zu können. Der Rickentunnel hat zwar nur 16 ‰ Steigung, aber der Luftwiderstand in der Einspurröhre erhöht diesen Wert traktionstechnisch auf 27 ‰. Gefordert war weiter, einen 170-t-Pendelzug auf den 50-‰-Rampen elektrisch gebremst in Beharrung zu halten.
Für dieses Programm griff BBC auf den Fahrmotor zurück, der in grundsätzlich gleicher Ausführung bereits in der zweiten Serie der Re 4/4 (10027-50) zum Einbau kam. Es ist dies der Einphasen-Serie-Motor ELM 683 St. Weil auf den 50-‰-Rampen die maximalen Zugkräfte bei nur 50 % der Maximalgeschwindigkeit abzugeben sind, wird der Wendefeld-Shunt in zwei Stufen geschwindigkeitsabhängig angepasst. Die Fahrgeschwindigkeiten mit günstigster Kommutation liegen damit bei etwa 55 und 80 km/h. Der Stufentransformator Typ TUDBz+TJz in radialgeblechter Bauart für 1750 kVA Traktionsleistung ist unter dem Wagenboden aufgehängt. An der Stirnseite ist der Stufenwähler des Niederspannungs-Stufenschalters NU 28 angeflanscht.
Mit Rücksicht auf das Einbaugewicht, die erforderliche Bremskraft und die Regulierbarkeit konnte (im Gegensatz zum SBB RBe 4/4) keine Rekuperationsbremse realisiert werden. Eingebaut wurde eine fremderregte Gleichstrom-Widerstandsbremse mit 35 Bremsstufen. Dafür werden die in Serie geschalteten Statorwicklungen von einem variablen Gleichstrom aus einem Gleichrichter erregt. Die Rotorwicklungen (Anker) sind je einzeln auf die zugeordneten, auf dem Dach montierten Schaufelwiderstände geschaltet.
Wagenkasten und Triebdrehgestelle wurden von SIG Neuhausen konzipiert und gebaut. Die Drehgestelle weisen Torsionsstabfederung auf und sind denjenigen der SBB RBe 4/4 sehr ähnlich. Die Kraftübertragung erfolgt mit einem Federantrieb und einer Getriebeübersetzung (schrägverzahnt) von 1:2,78. Auch der Wagenkasten hat viele Gemeinsamkeiten mit den RBe 4/4. Dies beginnt mit der gerundeten Frontpartie mit Stirnwandtüre und versenkbarem Faltenbalg an beiden Enden. Hinter dem Führerstand folgt ein Einstieg, dann ein Abteil, und in der Mitte sind ein Apparateraum und ein WC angeordnet. Im Gegensatz zu den SBB wurde bei den Privatbahntriebwagen aber das Gepäckabteil im Triebwagen untergebracht und nur das zweite Abteil als Personenabteil mit 32 Plätzen genutzt. Angesichts des im Triebwagen immer etwas geringeren Fahrkomforts ist es als Vorteil anzusehen, das Gepäckabteil hier anzuordnen. Dies ermöglicht auch eine klare Gliederung der Zugskomposition: am einen Ende das Gepäckabteil, am anderen Ende die erste Klasse und dazwischen die Abteile zweiter Klasse. Demzufolge wurden die BDe 4/4 fast immer mit dem gleichen Ende zum Pendelzug hin gereiht, was später bei BT (ausgenommen Triebwagen 50) und RM auch dazu führte, die Führerstandseinrichtung auf der Seite des Personenabteils auszubauen.
Die Lieferung 1959–1960 hatte nur einen Stromabnehmer, die Lieferung 1966–1967 hingegen zwei. Die Nachbeschaffung 1978–1979 kam wieder mit nur einem Stromabnehmer, nun aber in Einholmausführung. Zudem wurde bei diesen letzten fünf Triebwagen die Kopfform vereinfacht, um die Produktionskosten zu senken. Die gleiche Kopfform wurde dann auch für die drei Jahre später gelieferten GFM/RVT RABDe 4/4 verwendet.

## Steuer- und Zwischenwagen
Für den ersten, 1959 abgelieferten BDe 4/4 passte die SOB bestehende Mitteleinstiegs-Leichtstahlwagen an, um einen Pendelzug mit Buffetwagen bilden zu können. Demgegenüber beschaffte die BT den ganzen Pendelzug neu. Die Wagen entsprachen konzeptionell den SBB-Einheitswagen I, sie erhielten aber verschiedene Verbesserungen, die die SBB erst mit den Einheitswagen II einführten, insbesondere Gummiwulstübergänge und Röhrenbeleuchtung. Auch mit den Lieferungen 1966–68 und 1978–81 wurden wiederum Einheitswagen I beschafft, wobei die Steuerwagen dieselbe Kopfform wie die gleichzeitig beschafften Triebwagen erhielten. Die Steuerwagen von EBT und VHB wiesen in Übereinstimmung mit den bereits vorhandenen Zwischenwagen Doppeltüren auf. Die 1981 gelieferten fünf Zwischenwagen B 224–228 der SOB waren die allerletzten Einheitswagen I, die gebaut wurden – immerhin 25 Jahre nach Erscheinen dieses Fahrzeugtyps.
In den Pendelzügen mit Hochleistungstriebwagen kamen auch andere Typen von Zwischenwagen zum Einsatz, möglich war die Einreihung jedes Wagens mit Steuerleitung vom Typ Vst III. So kamen bei Sonderfahrten auch SBB-Speisewagen zum Einsatz. Die EBT beschaffte für ihren zweiten Triebwagen 1977 einen Steuerwagen vom Typ, wie er für die EBT RBDe 4/4 entwickelt worden war. Die BT passte ihren für die Vorortspendelzüge erbauten ABt 141 an, so dass er auch mit den Hochleistungstriebwagen eingesetzt werden konnte.

## Beschaffung
Die Beschaffung erfolgte in drei Etappen:
| Bahn | 15 Triebwagen | 15 Triebwagen | 15 Triebwagen | Bemerkungen                     |
| ---- | ------------- | ------------- | ------------- | ------------------------------- |
| SOB  | ABe 4/4       | 71            | 1959          | Erstbeschaffung SOB/BT          |
| SOB  | BDe 4/4       | 81            | 1959          | Erstbeschaffung SOB/BT          |
| BT   | BDe 4/4       | 50            | 1960          | Erstbeschaffung SOB/BT          |
| SOB  | BDe 4/4       | 82            | 1966–1967     | Durch EAV gruppierte Bestellung |
| BT   | BDe 4/4       | 51–53         | 1966–1967     | Durch EAV gruppierte Bestellung |
| EBT  | BDe 4/4       | 201           | 1966–1967     | Durch EAV gruppierte Bestellung |
| VHB  | BDe 4/4       | 251–252       | 1966–1967     | Durch EAV gruppierte Bestellung |
| SOB  | BDe 4/4       | 83–87         | 1978–1979     | Nachbeschaffung SOB             |

## Einsatz
Die ersten Triebwagen übernahmen nach Ablieferung die wichtigsten Züge der «direkten Linie», des heutigen Voralpenexpress. Die beiden BDe 4/4 wurden mit einem B, einem Buffetwagen und einem ABt als vierteilige Pendelzüge eingesetzt. Die Fahrzeuge der späteren Lieferung erlaubten die Bildung von dreiteiligen Pendelzügen, die neben dem Regionalverkehr auch für Fahrten bis Luzern (Romanshorn oder St. Gallen – Rapperswil – Luzern und Langenthal – Huttwil – Luzern) eingesetzt wurden. Mit Einführung des Taktfahrplans verschwanden die Buffetwagen, aber es wurden nun auch vierteilige Pendel mit zwei B gebildet. Die von den SBB übernommenen Re 4/4 III der SOB und die neu abgelieferten KTU-Loks verdrängten die BDe 4/4 ab 1985 in den Regionalverkehr.
Die neben der Fernsteuerung vorhandene Vielfachsteuerung konnte kaum je zur Anwendung kommen, da die Reserve gering war, die Fahrzeuge wurden für den fahrplanmässigen Verkehr benötigt. Bei der EBT wurde einer dieser Triebwagen aber häufig für Extrafahrten herangezogen, dabei wurden oft verlängerte Pendelzüge mit Wagen der Generation 1974 gebildet. Auch der Reservetriebwagen der BT erbrachte gelegentlich allerlei Sonderleistungen, sogar vereinzelte Einsätze im Güterverkehr sind bekannt – zumal es sich bis zum Erscheinen der Re 4/4 um die stärksten Triebfahrzeuge dieser Bahn handelte. Spektakuläre, aber nicht sehr zahlreiche Extrafahrten machten die SOB-Triebwagen, diese kamen auch ins benachbarte Ausland.
Ein Sondereinsatz des BDe 4/4 50 der BT ist erwähnenswert. Als Extrazug für den Kantonaltag an der Expo 64 wurden sämtliche damals vorhandenen grün/crèmefarbigen Wagen eingereiht, was einen zehnteiligen Zug ergab (BDe 4/4 50, ABt 150, AB 251–254, B 350–352, WR 450). Von diesem Zug existieren zahlreiche Aufnahmen, insbesondere von den Probefahrten zwischen St. Gallen und Wattwil.
Nachdem die SOB zum Fahrplanwechsel 2007/2008 den Betrieb auf RABe 526 Flirt umgestellt hatte, wurden 2008 vier BDe 576 an Makies in Gettnau verkauft. Diese setzt die drei betriebsfähigen Triebwagen vor Kieszügen ein. Die Triebwagen verkehren vor allem zwischen dem Kieswerk in Gettnau und der Verladeanlage im Nachbarort Zell. Dabei verkehrt je ein Triebwagen an der Zugspitze und am Zugschluss, wobei der hintere Triebwagen jeweils ausgeschaltet ist. Eine weitere Aufgabe stellen Kieslieferungen an den Hafen in Luzern dar, und ab 2010 wird sporadisch Kies nach Affoltern am Albis geliefert. Die dafür verwendeten Kieswagen haben eine Steuerleitung erhalten, sodass diese Züge als echte Pendelzüge fahren können.

## Umbauten
Der SOB ABe 4/4 71, quasi der Urahn der Serie, wurde 1979 nach der vollständigen Ablieferung der BDe 4/4 83–87 für einen freizügigen Einsatz den übrigen Triebwagen angeglichen, indem das Erstklassabteil in ein Gepäckabteil umgebaut wurde. Die neue Bezeichnung lautet BDe 4/4 80. 2013 setzte der Verein Depot und Schienenfahrzeuge Koblenz (DSF) mit einem Neuanstrich inklusive des Merkmals der roten Schienenräumer und des Aufsetzens eines Scherenstromabnehmers statt eines Einholmstromabnehmers den BDe 4/4 80 wieder in den grün/crèmefarbigen Originalzustand zurück.
Sonst wurde bei der (alten) SOB nicht viel umgebaut, die Fahrzeuge entsprechen in weiten Teilen noch dem Ablieferungszustand.
Praktisch bei allen Triebwagen der Lieferung 1966–1967 wurde der zweite Stromabnehmer später entfernt, zum Teil wurden die Scherenstromabnehmer durch Einholmstromabnehmer ersetzt.
Bei der BT wurden gepäckraumseitig die Wagenübergänge verschlossen und eine breitere mittlere Frontscheibe eingesetzt. Zudem wurden die Fahrzeuge für den kondukteurlosen Betrieb mit aussenbündigen Türen versehen.
Bei den Triebwagen der RM wurden ebenfalls die Wagenübergänge einseitig verschlossen, das mittlere Fenster wurde jedoch nicht breiter. Die Fahrzeuge wurden aber nicht mehr für kondukteurlosen Betrieb umgebaut und deshalb nach Ankunft der GTW ausrangiert.

## Umzeichnung und Verbleib
Alle Fahrzeuge wurden als BDe 576 bezeichnet, BT 576 0xx, RM 576 2xx, SOB 576 4xx. Der RM-Triebwagen 201 wurde kurz vor der Ausrangierung noch zu 576 250 umgezeichnet. Er ging nach der Ausrangierung zunächst zur OeBB, wo man den Triebwagen aber aus Lärmgründen alsbald durch einen SBB RBe 540 ersetzte. Der Zug ging zunächst zum Verein Pendelzug Mirage, wo er einmal eingesetzt wurde und 2007 schliesslich doch abgebrochen wurde. 251 half der SOB 2003 einen vorübergehenden Fahrzeugmangel zu beheben und ging 2004 an den Club San Gottardo. 252 wurde 2004 abgebrochen.
Bei der Fusion BT/SOB wurden die SOB-Fahrzeuge ab 2001 nach Baujahren in das Nummernschema der BT eingepasst (siehe Liste). Nach dem Erhalt der Flirt wurden die BDe 576 051–053 abgebrochen. Sie verfügten seit einer Modernisierung nur noch über einen Führerstand. BDe 048 ging an den Verein DSF, 054 an den Verein Pendelzug Mirage, 049, 055–057 gingen an Makies. 050, 058 und 059 blieben vorerst als Reserve bei der SOB in Herisau und Samstagern. 050 wurde 2013 ausrangiert, 059 2018 für Makies revidiert.

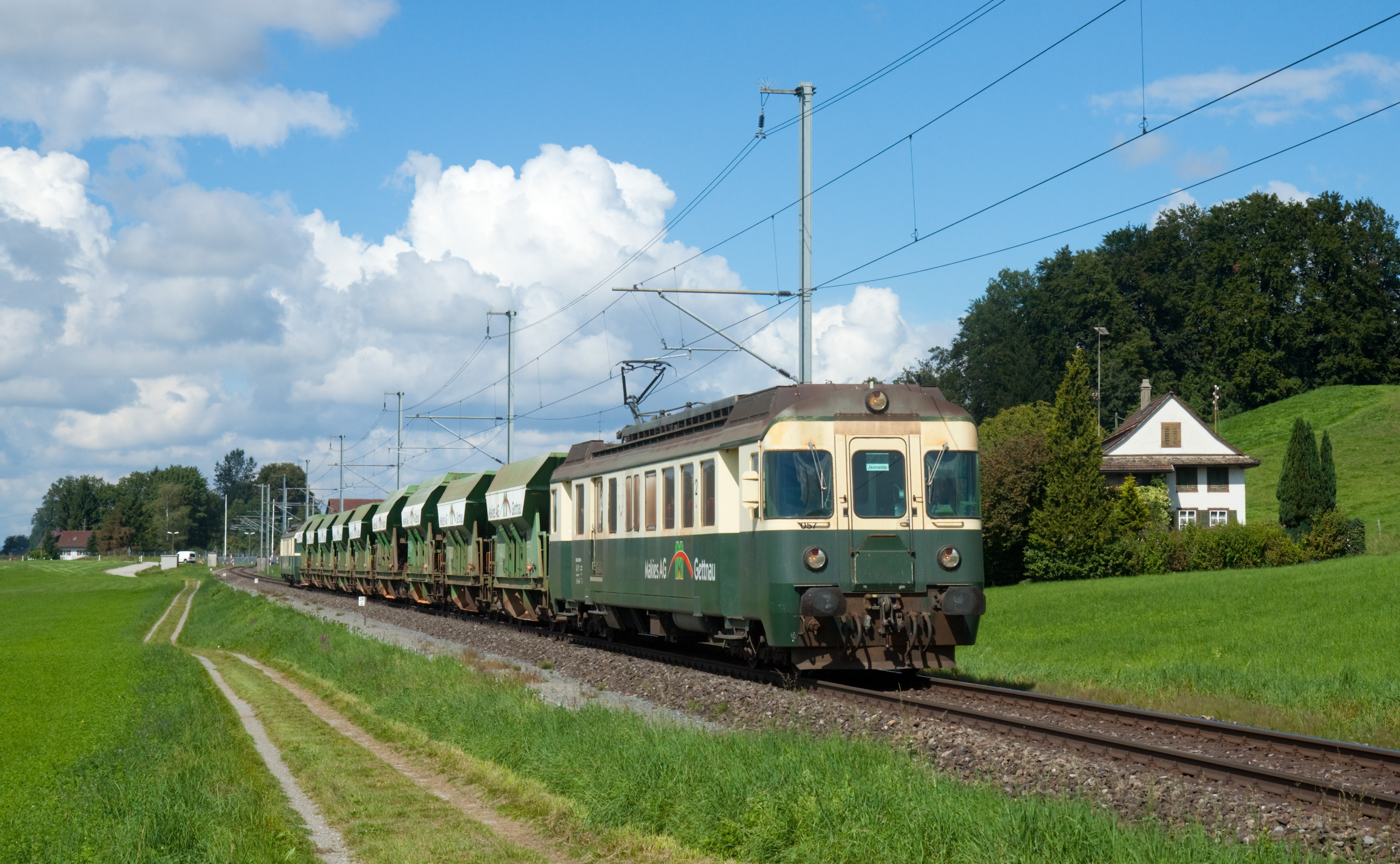
Makies setzt die BDe 576 für die Beförderung von Kieszügen ein. Die BDe 576 057 und 056 tragen noch den grün/crèmefarbigen Originalanstrich.
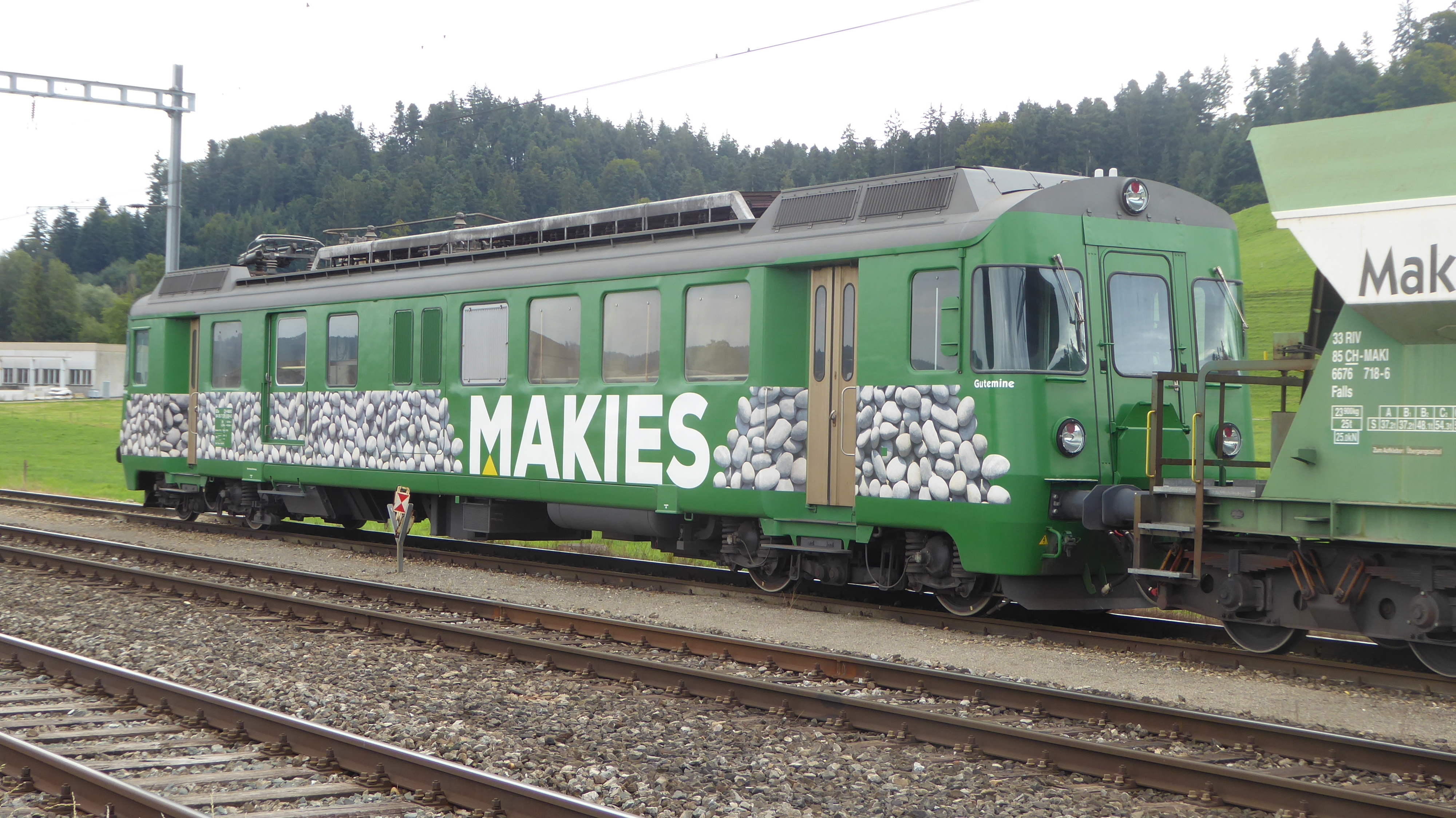
Der grüne BDe 576 059 an der Spitze eines Kies-Pendelzugs. Der Streifen unter dem Fensterband stellt Kieselsteine dar.
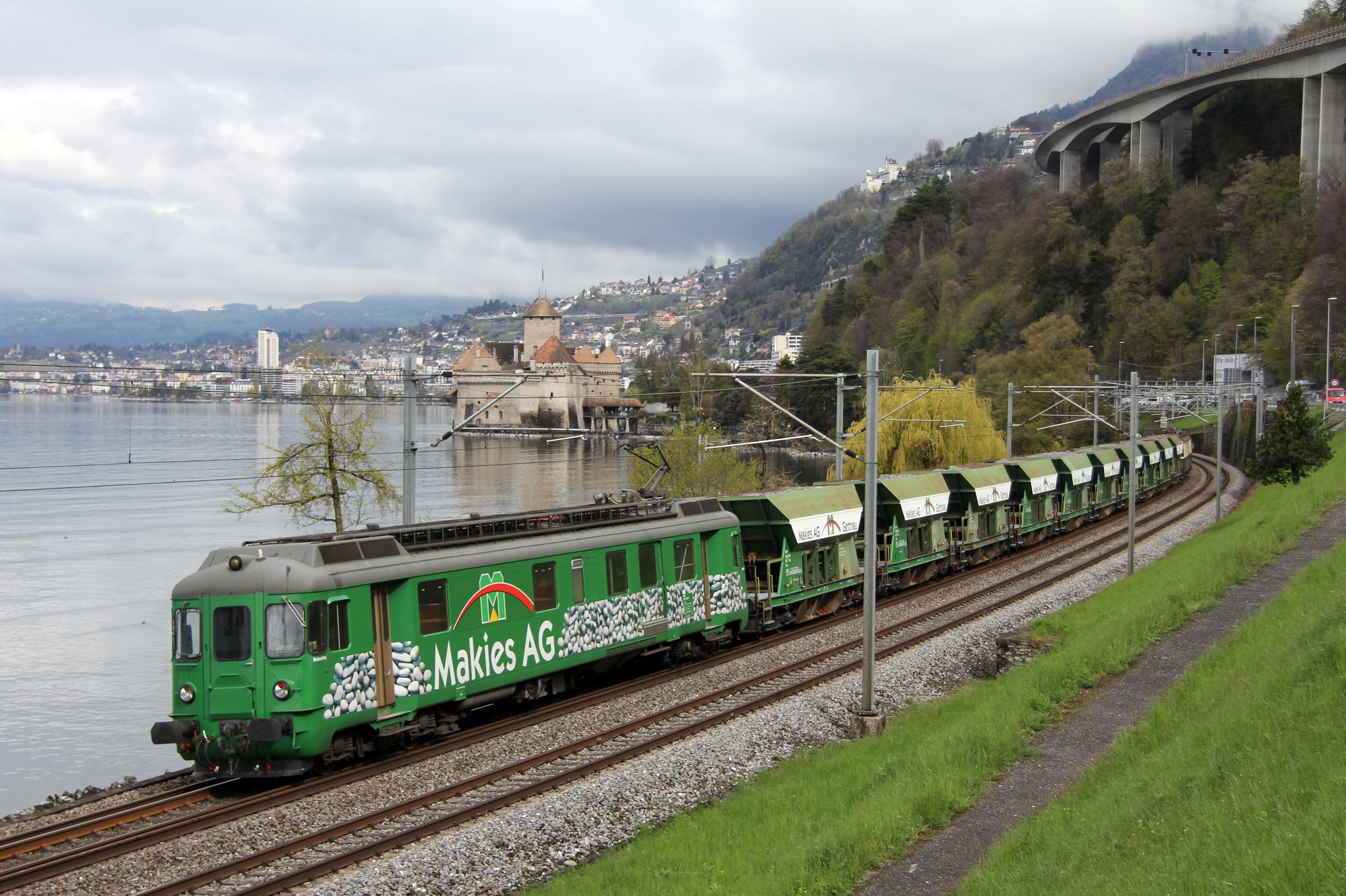
BDe 576 049 mit einem Kieszug Villeneuve–Gettnau Güteranlage beim Schloss Chillon

| Lieferjahr | Bahn | Wappen       | Nummer  | PC-Nummer | Umnummerierung/ TSI-Nummer | Verbleib                | Bemerkungen                                                          |
| ---------- | ---- | ------------ | ------- | --------- | -------------------------- | ----------------------- | -------------------------------------------------------------------- |
| 1959       | SOB  | Einsiedeln   | 71 > 80 | 576 480   | 94 85 7 576 048-3          | DSF                     | 1979 Umbau und Umzeichnung in BDe 4/4 80, aktuell Wappen von Koblenz |
| 1959       | SOB  | Wädenswil    | 81      | 576 481   | 94 85 7 576 049-1          | Makies                  | Wappen entfernt, Makies-grün                                         |
| 1960       | BT   | Egnach       | 50      | 576 050   | 94 85 7 576 050-9          | Abgestellt 2013         | Reserve Herisau, Wappen entfernt, 2013 Ersatzteilspender DSF         |
| 1966       | BT   | Ebnat-Kappel | 51      | 576 051   |                            | Abbruch 2008            |                                                                      |
| 1966       | BT   | Krummenau    | 52      | 576 052   |                            | Abbruch 2008            |                                                                      |
| 1967       | BT   | Nesslau      | 53      | 576 053   |                            | Abbruch 2008            |                                                                      |
| 1966       | SOB  | Rapperswil   | 82      | 576 482   | 94 85 7 576 054-1          | Verein Pendelzug Mirage | Umzeichnung in EBT BDe 4/4 201, Wappen Burgdorf                      |
| 1978       | SOB  | Steinerberg  | 83      | 576 483   | 576 055-8                  | Abbruch 2018            | Ersatzteilspender Makies, nicht betriebsfähig, Wappen entfernt       |
| 1979       | SOB  | Sattel       | 84      | 576 484   | 94 85 7576 056-6           | Makies                  | Wappen entfernt, Makies-grün                                         |
| 1979       | SOB  | Feusisberg   | 85      | 576 485   | 94 85 7 576 057-4          | Makies                  | Wappen entfernt, Makies-grün, 2012 Einbau Dieselaggregat             |
| 1979       | SOB  | Wollerau     | 86      | 576 486   | 94 85 7 576 058-2          | SOB                     | Reserve Samstagern                                                   |
| 1979       | SOB  | Freienbach   | 87      | 576 487   | 94 85 7 576 059-0          | Makies                  | 2018 Makies-grün                                                     |
| 1966       | EBT  | Burgdorf     | 201     | 576 201   | 576 250-5                  | Abbruch 2007            | vorübergehend OeBB, Verein Pendelzug Mirage                          |
| 1966       | VHB  | Huttwil      | 251     | 576 251   | 94 85 7 576 060-8          | CSG                     | Umzeichnung in BDe 576 021, nicht betriebsfähig                      |
| 1966       | VHB  | Willisau     | 252     | 576 252   |                            | Abbruch 2004            |                                                                      |